# 廖瑞發
廖瑞發（1910年11月29日—1950年7月2日 ），日治台灣台北廳和尚洲人，台灣共產黨員、中國共產黨員，協助蔡孝乾成立省工委台北市工委，吸收郭琇琮、李中志等加入共產黨，受李中志台盟案牽連遭逮捕，省工委破獲後被判處死刑，1950年7月2日與李中志被槍決於馬場町刑場。

## 生平
廖瑞發，1910年生，台灣台北廳和尚洲人，早年參與謝雪紅組織的台灣共產黨，與王萬得、蘇新、簡吉、蔡孝乾等人反抗日本當局，1929年日本當局開始取締左翼勢力，展開大搜捕，1931年台灣共產黨遭日警瓦解，廖瑞發等台共成員被日本警察逮捕，判刑2年。
廖瑞發與李中志父親張查某為好友，廖瑞發出獄後經常到李中志家討論時事，李中志自幼即受到左翼思想薰陶，1938年前往日本求學，並加入日本共產黨，戰後返回台灣，與友人合資成立利華貿易行。
1946年中共派遣蔡孝乾返台，組織台灣省工作委員會，蔡孝乾即找尋昔日同志廖瑞發協助，以蘆洲為據點發展台北市工作委員會，廖瑞發吸收郭琇琮 、李中志加入共產黨。
廖瑞發為台灣省工作委員會最早期成員，陳英泰回憶，蘆洲老台共很多，但蔡孝乾來台組織時，除了廖瑞發外大家都不曾加入。1946年廖瑞發找舊日台共戰友陳義農、林良材 、王忠賢等成立讀書會，吸收郭琇琮後成立台北市工作委員會並吸收黃石岩、賴瓊煙、楊廷椅、陳水木、蔡堯山等人加入，並吸收許希寬成立工人支部，駱雲騰成立台北市司機工會支部，李中志則與延平學院的朋友發展台灣新民主自治同盟。
1947年二二八事件時，廖瑞發即與李中志、郭琇琮糾集學生組織武裝起義，3月4日李中志找陳炳基與葉紀東預備進行武鬥，他們動員北部學校學生進行戰鬥編組組成學生軍，李中志擔任總指揮，郭琇琮擔任副總指揮、陳炳基法商學院、陳金目師範學院、葉紀東延平大學，預計攻佔景尾軍火庫，然後再攻佔馬場町軍火庫，而廖瑞發家離警備司令部較近為指揮中心，一旦攻佔軍火庫後立即進攻警備司令部，同時聯絡了烏來的原住民頭目支援作戰，但因為原住民頭目3月6日才下山，青年軍已於3月4日晚上與3月5日凌晨間起事，因未掌握先機而陸續退卻，武裝攻擊計畫宣告流產。
廖瑞發因罹患漢生病而進入省立樂生療養院治療，1949年，廖瑞發與李中志發展台灣新民主自治同盟，由蔡孝乾指示其發展為台灣省工作委員會外圍組織，1949年9月李中志因訂購日本共產機關報《紅旗》雜誌遭檢舉被逮捕，原來李中志將收據藏於旗桿放於租屋處天花板，後來的房客發現旗桿中的收據向保安司令部告發，李中志住處正好有楊廷謙信件，楊廷謙家中則有台灣新生建設研究會名冊，以此牽連延平中學校長及多名教員，廖瑞發因此案與李中志一併遭判死刑，廖瑞發於1950年39安潔字第1110號判決書判處死刑，1950年7月2日與李中志被槍决於馬場町刑場。
樂生療養院院長楊仁壽及其妻黃查某亦受到廖瑞發牽連入獄，廖瑞發遭逮捕後黃查某心生畏懼而逃亡，躲藏於許月里家中，許月里早年即積極參與反日活動，許月里因資助黃查某及簡吉遭判刑十二年，許嗟則由黃查某介紹認識方義仲而進入阿里山武裝支部修理槍械，不久後返家持續與黃石岩之子黃弘毅聯繫，1951年11月自首仍遭判刑十二年，樂生療養院院長楊仁壽因受牽連入獄，1953年7月24日因瓣膜性心臟病死於獄中。

## 平反
2018年12月7日，促進轉型正義委員會促轉三字第1075300145A號函文，公告受難者黃藻儒君等1505人應予平復司法不法之刑事有罪判決暨其刑，其中(39)安潔字第1110號，有關廖瑞發共同意圖顛覆政府而
著手實行之有罪判決暨其刑及沒收之宣告正式撤銷。